# 蕭恵妃
蕭恵妃（しょうけいひ）は、遼（契丹）の道宗の2番目の皇后。小字は坦思。駙馬都尉蕭酬斡の妹にあたる。

## 経歴
趙王蕭別里剌と燕国夫人削古のあいだの子として生まれた。太康2年（1076年）、耶律乙辛の目にとまり、選抜されて後宮に入り、皇后として立てられた。
数年経ったが、皇子を生むことができなかった。皇后の妹の蕭斡特懶は先に耶律乙辛の子の耶律綏にとついでいたが、皇后が道宗に勧めて離婚させ、宮中に入れた。太康8年12月（1083年1月）、恵妃に降格され、乾陵に移された。蕭斡特懶も家に帰された。太安2年（1086年）7月、母の燕国夫人が梁王耶律延禧に対して呪詛をおこなっていたことが発覚し、処刑された。恵妃も庶民に落とされて宜州に幽閉され、弟たちは奴隷に落とされて興聖宮（女古オルダ）に入った。
天慶6年（1116年）12月、召還されて太皇太妃に封じられた。後に黒頂山に逃れ、死去すると、太子山に葬られた。

## 伝記資料
- 『遼史』巻71 列伝第1